# Victor Desprez-Potié
 (septembre 2019).
Victor Desprez-Potié, né le 26 septembre 1887 à Cappelle-en-Pévèle (Nord) et décédé le 15 novembre 1954 dans la même ville, est un homme politique français.

## Biographie
Fils de Florimond, Célestin, Joseph Desprez, créateur d'une importante exploitation agricole érigée en 1888 en station expérimentale d'État, gendre du sénateur Auguste Potié, et beau-frère du sénateur Louis Demesmay, Victor Desprez-Potié fait ses études secondaires au lycée Faidherbe à Lille et ses études supérieures à la Faculté des sciences de cette ville.
Continuant à Cappelle-en-Pévèle l'exploitation agricole de son père, il y adjoint une brasserie.
Ancien combattant de la guerre de 1914-1918, il est appelé, en 1934, à la vice-présidence et, en 1938, à la présidence de la Société des Agriculteurs du Nord.
Il débute dans la politique en 1925 comme conseiller municipal et maire de Cappelle-en-Pévèle ; il le reste jusqu'en octobre 1944. Il est conseiller d'arrondissement pour le canton de Cysoing de 1929 à 1934, puis conseiller général jusqu'en 1944, date de sa démission.
Il est élu député de la sixième circonscription de Lille aux élections générales des 1er et 8 mai 1932, au second tour de scrutin, par 9 756 voix contre 9 229 à M. Parsy sur 20 874 votants. Inscrit au groupe de la gauche radicale, il est membre de la Commission de l'agriculture, de celle des boissons (1932), de celle des régions libérées ainsi que de celle des pensions civiles et militaires, puis de celle de l'aéronautique (1933) et enfin de celle des douanes et des conventions commerciales (1934).
Il ne dépose que deux propositions de loi, la première en 1933, tendant à rétablir plus équitablement les charges résultant pour les communes des attributions d'allocations de chômage, proposition qui est examinée en même temps que plusieurs autres relatives aux institutions d'assurance-chômage mais qui n'aboutissent pas ; la seconde en 1934, tendant à accorder la Légion d'honneur aux médecins civils ayant soigné gratuitement pendant vingt-cinq ans les officiers et les hommes de la gendarmerie. Il dépose aussi en 1935 une proposition de résolution tendant à faire instituer le scrutin de liste avec représentation proportionnelle pour l'élection des députés, à la discussion de laquelle (elle a été jointe à d'autres textes similaires) il participa en 1936. Son œuvre de rapporteur fut moins discrète et il rédige plusieurs rapports, tant en matière d'agriculture (médaille d'honneur agricole, trèfles et luzernes en 1933, crise de la pomme de terre en 1934) qu'en matière de dommages de guerre (composition de la Commission s'y rapportant, 1933) que de taxe à l'importation (1935). Il se fit entendre à la tribune à propos des budgets des exercices 1933 et 1935 sur des questions agricoles. Outre ses interventions en tant que rapporteur, il participe activement à la discussion de la proposition de loi adoptée par le Sénat relative à l'organisation du marché du blé (1934), ainsi qu'à deux projets de loi, la même année, tendant l'un à l'organisation et à la défense du marché du blé et l'autre à l'assainissement de ce même marché. Il intervient aussi dans la discussion des mesures financières réclamées par le Cabinet Bouisson et qui amenent la démission de celui-ci, bien qu'il n'ait pas participé au vote.
Il est élu secrétaire de la Chambre pour l'année 1935-1936 et secrétaire général du groupe de la réforme électorale. Il subit un échec aux élections générales des 26 avril et 3 mai 1936. N'ayant obtenu au premier tour de scrutin que 7 536 voix, contre 8 630 à Augustin Laurent, sur 20 960 votants, il se désiste avant le second tour et est remplacé par Augustin Laurent.
Il reprend la gestion de ses propriétés et de sa brasserie à Cappelle-en-Pévèle, et y meurt le 15 novembre 1954, à l'âge de 67 ans.

## Sources
- « Victor Desprez-Potié », dans le Dictionnaire des parlementaires français (1889-1940), sous la direction de Jean Jolly, PUF, 1960 [détail de l’édition]